# Khalidia
Khalidia ou Khelidia est une ville située à une trentaine de kilomètres au sud de Tunis le long de l'oued Miliane.
Rattachée administrativement au gouvernorat de Ben Arous, elle constitue une municipalité comptant 8 470 habitants en 2014.
Bourg agricole dans la plaine de Mornag, elle bénéficie du desserrement des activités industrielles vers le sud de l'agglomération de Tunis.